# Medaller dels Jocs Olímpics d'hivern de 1994
El medaller dels Jocs Olímpics d'Hivern de 1994 presenta totes les medalles lliurades als esportistes guanyadors de les proves disputades en aquest esdeveniment, realitzat entre els dies 12 i 27 de febrer de 1994 a la ciutat de Lillehammer (Noruega).
Les medalles apareixen agrupades pels Comitès Olímpics Nacionals participants i s'ordenen de forma decreixent contant les medalles d'or obtingudes; en cas d'haver empat, s'ordena d'igual forma contant les medalles de plata i, en cas de mantenir-se la igualtat, es conten les medalles de bronze. Si dos equips tenen la mateixa quantitat de medalles d'or, plata i bronze, es llisten en la mateixa posició i s'ordenen alfabèticament.
Rússia aconseguí guanyar el major nombre de medalles d'or (11), però fou Noruega la que aconseguí el nombre més elevat de medalles (26). En aquests Jocs set comitès aconseguiren la seva primera medalla olímpica: Austràlia, Belarús, Eslovènia, el Kazakhstan, Rússia, Ucraïna i l'Uzbekistan, alhora que aquests últims quatre aconseguiren la seva primera medalla d'or olímpica.

## Medaller
| Jocs Olímpics d'hivern de 1994 | Jocs Olímpics d'hivern de 1994 | Jocs Olímpics d'hivern de 1994 | Jocs Olímpics d'hivern de 1994 | Jocs Olímpics d'hivern de 1994 | Anells Olímpics |
| Posició                        | CON                            | Or                             | Plata                          | Bronze                         | Total           |
| 1                              | Rússia                         | 11                             | 8                              | 4                              | 23              |
| 2                              | Noruega                        | 10                             | 11                             | 5                              | 26              |
| 3                              | Alemanya                       | 9                              | 7                              | 8                              | 24              |
| 4                              | Itàlia                         | 7                              | 5                              | 8                              | 20              |
| 5                              | Estats Units                   | 6                              | 5                              | 2                              | 13              |
| 6                              | Corea del Sud                  | 4                              | 1                              | 1                              | 6               |
| 7                              | Canadà                         | 3                              | 6                              | 4                              | 13              |
| 8                              | Suïssa                         | 3                              | 4                              | 2                              | 9               |
| 9                              | Àustria                        | 2                              | 3                              | 4                              | 9               |
| 10                             | Suècia                         | 2                              | 1                              | 0                              | 3               |
| 11                             | Japó                           | 1                              | 2                              | 2                              | 5               |
| 12                             | Kazakhstan                     | 1                              | 2                              | 0                              | 3               |
| 13                             | Ucraïna                        | 1                              | 0                              | 1                              | 2               |
| 14                             | Uzbekistan                     | 1                              | 0                              | 0                              | 1               |
| 15                             | Belarús                        | 0                              | 2                              | 0                              | 2               |
| 16                             | Finlàndia                      | 0                              | 1                              | 5                              | 6               |
| 17                             | França                         | 0                              | 1                              | 4                              | 5               |
| 18                             | Països Baixos                  | 0                              | 1                              | 3                              | 4               |
| 19                             | R.P. de la Xina                | 0                              | 1                              | 2                              | 3               |
| 20                             | Eslovènia                      | 0                              | 0                              | 3                              | 3               |
| 21                             | Regne Unit                     | 0                              | 0                              | 2                              | 2               |
| 22                             | Austràlia                      | 0                              | 0                              | 1                              | 1               |
| Total                          | Total                          | 61                             | 61                             | 61                             | 183             |